# 清貞雄
清 貞雄（せい さだお）は、日本のアマチュア天文研究家。
1983年5月9日に小惑星「2909 星の家」を発見している。
2012年現在、長野県小谷村で山岳ガイドをするかたわら、経営するペンションに天文台をおき、天体観測会を実施している。